# Старотатарско-Адамское сельское поселение
Старотатарско-Адамское се́льское поселе́ние — муниципальное образование в Аксубаевском районе Татарстана Российской Федерации.
Административный центр — село Старый Татарский Адам.

## История
Статус и границы сельского поселения установлены Законом Республики Татарстан от 31 января 2005 года № 24-ЗРТ «Об установлении границ территорий и статусе муниципального образования "Аксубаевский муниципальный район" и муниципальных образований в его составе»

## Население
| 2010 | 2011 | 2012 | 2013 | 2014 | 2015 | 2016 |
| ---- | ---- | ---- | ---- | ---- | ---- | ---- |
| 952  | ↘948 | ↘907 | ↘898 | ↘862 | ↘827 | ↘809 |
| 2017 | 2018 | 2019 | 2020 |      |      |      |
| ↘799 | ↘777 | ↘755 | ↗758 |      |      |      |

## Состав сельского поселения
| № | Населённый пункт       | Тип населённого пункта       | Население |
| - | ---------------------- | ---------------------------- | --------- |
| 1 | Нижняя Татарская Майна | деревня                      |           |
| 2 | Новый Татарский Адам   | деревня                      |           |
| 3 | Старый Татарский Адам  | село, административный центр |           |
| 4 | Тахтала                | деревня                      |           |